# Chiesa di Santo Stefano in Cimitero
La chiesa di Santo Stefano in Cimitero si trova presso il cimitero di Remanzacco, località in provincia di Udine.
La chiesa preesistente, è databile al 1500 per via di una scritta visibile sull'architrave della porta d'ingresso. La data indica probabilmente un rifacimento o un cospicuo restauro. Infatti si ha notizia, dal libro dei necrologi della chiesa di Ziracco, che già nel 1366 esiste la ecclesia Sancti Stefani. Fino al 1594 è chiesa parrocchiale per poi cedere la supremazia alla nuova di San Giovanni Battista.
È un'ampia costruzione costituita da un'unica semplice aula con travi a vista e abside quadrata dalla volta a vele distinte da costoloni; la sacrestia è un'aggiunta posteriore. Una torre campanaria preesistente come torre di avvistamento poi innalzata come si può notare dalla diversa fattura è al fianco della facciata. La facciata presenta un occhio superiore e un portico a capanna aggiunto a tre arcate a tutto sesto su tre lati. Sul fianco destro e al centro dell'abside si aprono alte finestre gotiche archiacute. Nell'abside corre un bel motivo ad archetti trilobi pensili, mentre elementi stilistici quali la forma poligonale del coro, la fitta trama di marcati costoloni presente sulla volta, le figure delle chiavi di volta e dei peducci rivelano l'influenza della scuola tardo-gotica, che fa capo al maestro Andrea da Škofja Loka. La chiesa si distingue dalle tradizionali chiese votive della Slavia friulana per la maggiore vastità dell'invaso, per l'impianto solenne della facciata, per la serie di archetti pensili e per le feritoie delle finestre.
Fino al 1976 l'altare era costituito dall'altare ligneo (1515) del Martini costruito appositamente per l'abside gotico della chiesa ora in un'auletta della parrocchiale.
All'interno si conserva un'acquasantiera in pietra locale risalente alla fine del XVI secolo.